# Number of Transfer Units
Der englische Begriff Number of Transfer Units (NTU, dt. etwa „Anzahl der Übertragungseinheiten“) bezeichnet eine dimensionslose Kennzahl aus dem Bereich der Wärmeübertragung. 
Der Nutzen der NTU besteht darin, einen Wärmeüberträger auszulegen oder ein vorhandenes Gerät nachzurechnen. Das NTU-Verfahren vereinfacht den Auslegungs- bzw. Nachrechnungsprozess erheblich, da es bei komplizierteren Strömungsformen schwierige Berechnungen erspart.
Herleiten lässt sich NTU, indem man zunächst für den ohne Verlust übertragenen Wärmestrom die Formel für das Fluid (mit dem Massenstrom {\displaystyle {\dot {m}}}, der spezifischen Wärmekapazität {\displaystyle c_{\mathrm {p} }} bei konstantem Druck, der Temperaturdifferenz {\displaystyle \Delta T}) sowie die Formel für die Übertragungsfläche (mit dem Wärmedurchgangskoeffizient {\displaystyle k}, dem Flächeninhalt {\displaystyle A} der Übertragungsfläche sowie der logarithmischen Temperaturdifferenz {\displaystyle \Delta \vartheta }) notiert, die wegen der Energieerhaltung beide gleich sein müssen:
{\displaystyle {\dot {Q}}={\dot {m}}\cdot c_{\mathrm {p} }\cdot \Delta T=k\cdot A\cdot \Delta \vartheta }
Nun formt man diese Gleichung in das Verhältnis von Temperaturdifferenz und logarithmischer Temperaturdifferenz um, da letztere bei Wärmeübertragern, die nicht dem Gleich- oder Gegenstromprinzip folgen, schwer zu bestimmen ist:
{\displaystyle {\mathit {NTU}}={\frac {k\cdot A}{{\dot {m}}\cdot c_{\mathrm {p} }}}={\frac {\Delta T}{\Delta \vartheta }}}
In der Literatur wird der Ausdruck {\displaystyle {\dot {m}}\cdot c_{\mathrm {p} }} auch als Wärmekapazitätsstrom {\displaystyle {\dot {W}}} (oft auch {\displaystyle {\dot {C}}}) bezeichnet.
Dieser Ausdruck bezeichnet den NTU für den Wärmeübergang. Der NTU für den Stoffübergang berechnet sich wie folgt:
{\displaystyle {\mathit {NTU}}={\frac {\beta \cdot A}{\dot {V}}}}
{\displaystyle \beta } ist hier der Stoffübergangskoeffizient mit {\displaystyle \mathrm {m \over s} } als Einheit und {\displaystyle {\dot {V}}} der Volumenstrom.
Um mit NTU zu arbeiten, benötigt man sogenannte NTU-Diagramme, die es für gängige Strömungstypen in der Fachliteratur gibt. Anhand bekannter Massenströme sowie Fluidtemperaturen kann im Diagramm die NTU abgelesen werden. Unter Schätzung des Wärmedurchgangskoeffizienten {\displaystyle k} kann die wärmeübertragende Fläche ermittelt werden.